# Ковельський історичний музей
Ковельський історичний музей — музей у м. Ковель, Волинської області, культурно-освітній та науково-дослідницький заклад міста. Заснований і переданий Ковельському міському відділу культури у лютому 1992 року. Музей створено за наказом управління культури виконкому обласної ради народних депутатів.
Основними напрямками діяльності музею є: дослідження, вивчення, збереження та пропаганда історичного надбання Ковельського краю.

## Структура музею
Експозиція музею складається з розділів:
1. Традиційне волинське народне вбрання кінця XIX — початку XX ст.
2. Ковельщина від найдавніших часів до кінця XVIII ст.
3. Ковельщина у складі Російської імперії (період до 1917 р.)
4. Ковельщина в період Першої світової війни
5. Ковельщина в роки II Речі Посполитої
6. Ковельщина в роки Великої Вітчизняної війни
7. Повоєнна відбудова і розвиток міста та району до середини 80-х рр. XX ст.
8. Ковельщина на шляху Незалежності

## Музейні фонди
На даний час в обліку музею нараховується 5787 експонатів, серед них 495 етнографічних речей, 175 зразків образотворчого мистецтва, цілий ряд предметів природничого та історичного характеру.
У музеї зберігається геологічна колекція гірських порід, починаючи докембрію, є рештки кісток найдавніших тварин, цікавий рослинний гербарій.
Тут зберігаються етнографічні експонати, та речові матеріали, починаючи з XI ст.: прикраси, писало, зброя (XI ст. та кінця XIV ст.), козацькі речі, робочий ковальський міх та ковадло (кінця XIX ст.), ковальський механізм (початок XX ст.), речі членів Ковельського окружкому КПЗУ та речі виготовлені в концентраційних таборах політв'язнями засудженими за зв'язок з ОУН-УПА та ін.
Частина експонатів передана жителями м. Ковеля. Зокрема — це піаніно Київської фабрики «А.Stpobl» (кінця XIX ст.), дзеркало (початку XX ст.) годинники (кінця XIX ст.), срібне та мідне кухонне начиння, зброя 1812 року., першої та другої світових войн, велика нумізматична колекція початку XIX ст. У музеї зберігаються стародруки релігійного характеру: Біблія початку XIX ст.(французькою мовою), Євангелія кінця XVIII ст., Святе письмо і Псалтир початку XX ст., церковна періодика 1924–1938 років.
Ковельський історичний музей зберігає багато друкованих матеріалів розділу «освіта». У цій колекції — шкільні підручники 1893 р., 1895 р., 1908 р., 1918 р., 1940 р., 1943 р., атестат зрілості випускника ковельської гімназії 1915 р., шкільні свідоцтва, фотографії навчальних закладів, міста різних історичних періодів та учнівські знімки.
Гордістю музейної збірки є колекція світлин відомих ковельських фотосалонів: А.Епштейна, Цигельмана, Лєвіна, Терери, Ковальчука, Сосни та інш. (кінець XIX ст. — 1939 рік).
Ряд матеріалів музею висвітлюють радянський період (в тому числі листи відомих волинських керівників партизанського руху тощо), періоду розбудови української державності.
Цікавою для екскурсантів, для мешканців міста та його гостей є етнографічна колекція, що представлена у трьох інвентарних групах (тканини, скло, дерево, глина; вироби із заліза та інших металів). Музейні експонати колекції «Тканини» сформовані за групами: натільний, нагрудний та верхній одяг. До двох інших груп належать знаряддя праці та різноманітні пристосування до них, а також вироби народних ремесел. Серед них чимало землеробських знарядь для обробітку ґрунту, збирання врожаю, його обмолоту та переробки.
В експозиції Ковельського історичного музею представлений «поліський плуг», датований кінцем XIX ст., копачка, сапа, мотика, лопата. Цікавими експонатами є залізоробні предмети та відтворена кузня XIX ст., що підтверджує: у середні віки на Ковельщині ковальське ремесло було найбільш поширене. Основним стаціонарним обладнанням кузні є горно та з'єднаний із ним через сопло ковальський міх, виготовлений із бичої шкіри. У кузні є набір ковальських інструментів.
В експозиції музею широко представлені ковальські вироби: зубило, рубило, підкови, сокири, пилки, замки, ключі, рогачі тощо.
Музей також презентує колекцію самоварів, скляний, керамічний та залізний посуд починаючи з початку XX ст.
Ковельський історичний музей має солом'яні та липові вироби: козуби, кошики, корзини, капелюхи, личаки; ткацький верстат (початку XX ст.), дерев'яні гребені і гребінку для чесання льону, конопель, дергавки для чесання льону, веретено, коловоротки, кужілку, снувальницю, щітку для розчісування льону.
При цьому, у музейних фондах зберігаються речі, виготовлені із різних порід дерев і призначені для усіляких господарських потреб — ступки із товкачиками, прачі для прання білизни, скрині, ночви і дерев'яні пенали, рублі і качалки, діжки і бочки, жорна, чотириколісний дерев'яний віз, масниця для виготовлення масла, інші експонати.
У етнографічній колекції зокрема представлені гончарні вироби — керамічні вироби з випаленої глини (горщики, двійнятка-горнятка, макітри, люльки, посуд для вина, датований XIX ст.).
Цікава колекція рибальських знарядь: верші, ості, речі скотарського призначення для відлякування хижих тварин, вироби зі шкіри тощо.
Потенціал Ковельського історичного музею дозволяє глибше, ґрунтовніше пізнати історичне минуле Ковельщини, заняття його жителів у різні періоди суспільно-політичного розвитку, а також проводити систематичну навчально-виховну роботу серед учнівської, студентської молоді, дорослого населення, формувати патріотично-національні почуття, гордість за багату культурно-духовну спадщину Волині та Полісся.

## Контакти
Україна, 45000, Волинська обл., м. Ковель, вул. Олени Пчілки, 11.
Музей працює з 9:00 до 17:00 год. без обідньої перерви. Вихідний день: субота. День безкоштовного відвідування музею — 18 травня.